# Jules Freund
Pour les articles homonymes, voir Freund.
Jules Freund ou Julius Freund (né à Budapest le 24 juin 1890 et mort le 22 avril 1960) est un immunologiste hongrois.

## Biographie
Il étudie à l'université Loránd-Eötvös de Budapest où il obtient son diplôme de médecin à 23 ans. En 1913-1914, il fait son service militaire comme interne en médecine dans l'armée austro-hongroise puis est attaché au département d'hygiène de l'université comme assistant. À la suite du déclenchement de la guerre en 1914, il reprend du service dans l'armée autrichienne et rattaché à l'université de Budapest comme commissaire pour l'hygiène aux armées.
Il occupe le poste de professeur adjoint de médecine préventive en obtenant le certificat de santé publique en 1920.
En 1922, il part pour Hambourg (Allemagne) au département d'hygiène de l’École de médecine.
Après avoir émigré aux États-Unis, il est président de l'Association américaine des immunologistes (de) dans les années 1949-1950. 
En 1959, il reçoit le prix Albert-Lasker pour la recherche médicale fondamentale en même temps qu'Albert Coons (en).

## Travaux
Il est l'inventeur d'un mélange lipidique, appelé adjuvant de Freund, qui, administré avec un antigène, renforce la réaction immunitaire.